# Slag bij Fredericksburg
De (eerste) Slag bij Fredericksburg werd uitgevochten op 13 december 1862 tussen generaal Robert E. Lees Army of Northern Virginia en de Noordelijke Army of the Potomac, die op dat moment werd geleid door generaal-majoor Ambrose Burnside. Hoewel het Noorden meer troepen had, eindigde de slag in een van de meest eenzijdige Zuidelijke overwinningen uit de Amerikaanse Burgeroorlog.

## Wat voorafging
De slag was het gevolg van een poging van het Noordelijke leger om het initiatief te herwinnen tegen Lees kleinere maar agressievere leger. Burnside werd benoemd tot commandant van het Army of the Potomac in oktober 1862 als vervanger van generaal-majoor George McClellan, die de Slag bij Antietam niet had weten te winnen, wat president Abraham Lincoln toeschreef aan McClellans falende leiderschap en gebrek aan besluitvaardigheid.
Na verzoeken en aansporingen van de president en de opperbevelhebber van het leger generaal Henry Halleck plande Burnside een offensief voor de late herfst, waarin hij hoopte de rivier de Rappahannock over te steken, de stad Fredericksburg in te nemen en dan op te marcheren naar de Zuidelijke hoofdstad Richmond. Dit plan werd geplaagd door problemen met de aanvoer van pontonbruggen, hoewel er doorwaadbare plaatsen in de buurt beschikbaar worden (een déjà vu van Burnsides gedrag bij het riviertje Antietam). Terwijl het Noordelijke leger op de bruggen wachtte, snelden Zuidelijke troepen toe om de oversteek te bestrijden. Tegen de tijd dat de pontons aankwamen, had Lees leger zich ingegraven ten zuiden en westen van Fredericksburg met 72.564 man.
Toch stak Burnside de rivier over en viel Lee aan, ondanks bezwaren van leden van zijn generale staf, die de verdedigende Zuidelijke posities nu te sterk vonden. Burnside rekende op het numerieke overwicht van zijn leger, nu effectief 117.000 man sterk, om Lee uit zijn stellingen te verdrijven in de richting van Richmond. Burnside wist zich veilig tegen een effectieve tegenaanval op zijn leger, omdat zo'n aanval afgeslagen zou worden door 300 stuks artillerie die hij had opgesteld op een heuvelrug, Stafford Heights, aan de overkant van de Rappahannock.
Lee had groot vertrouwen in zijn leger, hoewel hij niet wist wat zijn tegenstander van plan was tot twee dagen voor de slag. Hij stelde ongeveer 20.000 man op aan zijn linkerflank, die zich verschansten achter een stenen muur op de top van de heuvelrug Marye's Heights. Omdat hij vreesde voor een oversteek stroomafwaarts stelde hij de rest van zijn troepen op aan de zuidkant van de stad, waar heuvels ook voor goed verdedigbaar terrein zorgden. Zijn linkerflank stelde Lee onder commando van luitenant-generaal James Longstreet, zijn expert in de verdediging, terwijl hij de rechterflank toewees aan de vurige luitenant-generaal Thomas "Stonewall" Jackson, omdat hij hoopte dat zich daar een kans op een tegenaanval kon voordoen, en niemand buitte zo'n kans beter uit dan Jackson.

## Oversteek en plundering

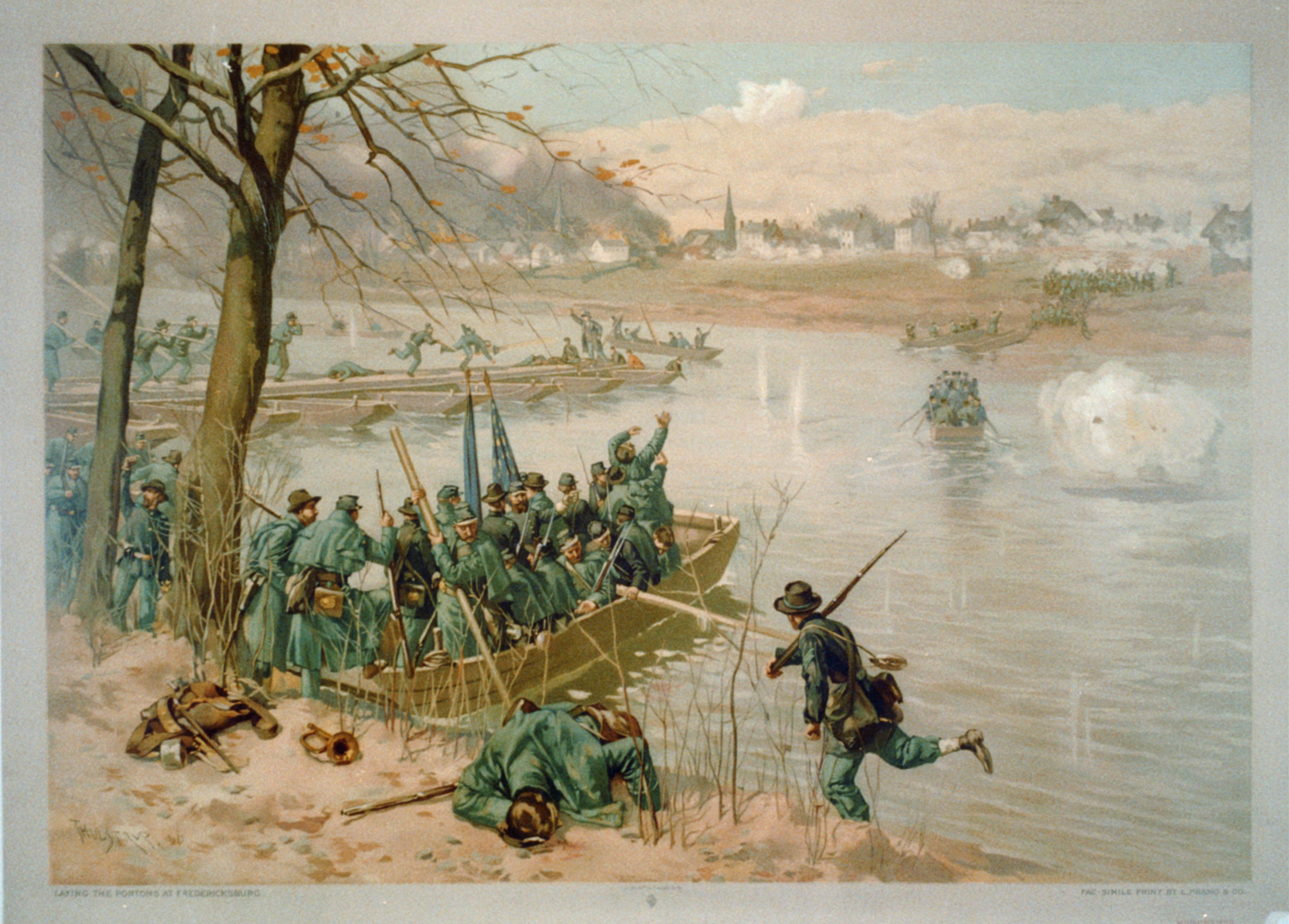
Pontons over de Rappahannock

Op 11 december lagen de bruggen op hun plaats en trokken de Noordelijke troepen de Rappahannock over, terwijl Zuidelijke scherpschutters op ze schoten vanuit verlaten gebouwen in de stad. In pogingen om die scherpschutters uit te schakelen verwoestte Noordelijke artillerie veel gebouwen, maar zonder veel effect. Een effectievere oplossing was het overzetten van groepjes infanterie in bootjes om de scherpschutters op te zoeken. Nadat de vijf bruggen waren gelegd, plunderden Burnsides soldaten de stad met een furie die Lee woedend maakte: hij vergeleek hun wandaden met die van de oude Vandalen. De verwoesting maakte ook veel van Lees soldaten kwaad, van wie velen in Virginia geboren en getogen waren.
Die dag en de dag erna namen Burnsides troepen posities in van waaruit ze zich voorbereidden om Lees leger aan te vallen.

## De slag

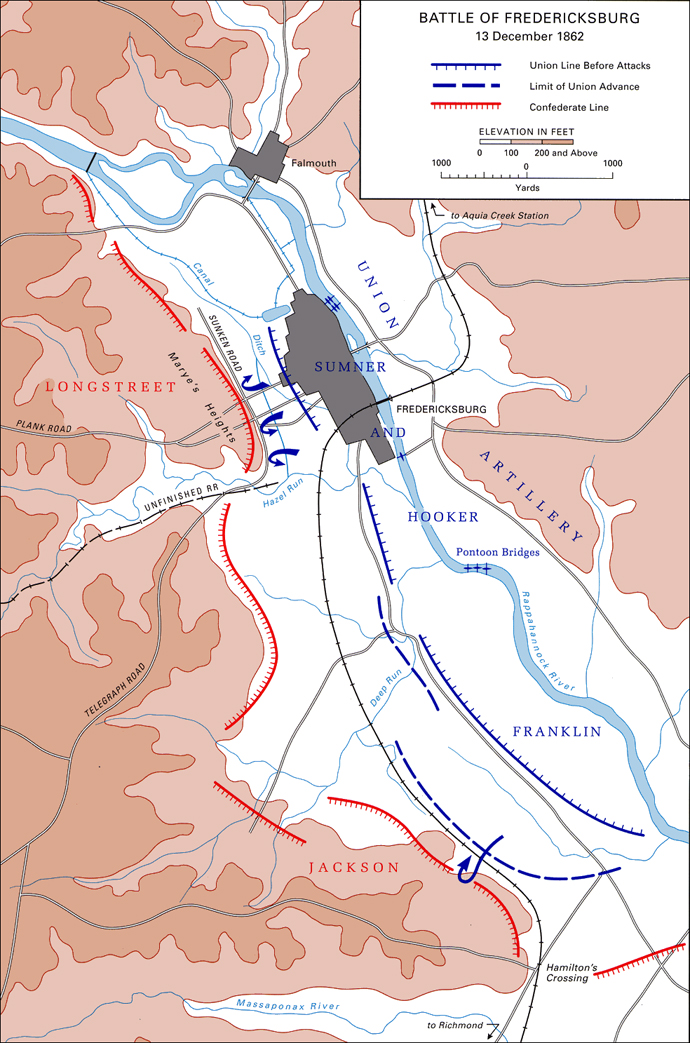
De veldslag bij Fredericksburg

De veldslag begon op de ochtend van 13 december, toen de linkervleugel van het Noordelijke leger onder generaal-majoor William B. Franklin twee divisies naar een gat in Jacksons verdedigingslinie stuurde. Jackson reageerde onmiddellijk met een vernietigende tegenaanval, die zware verliezen toebracht aan de aanvallers en Burnside ervan weerhield om Jacksons vleugel nogmaals aan te vallen. In plaats daarvan probeerde hij een doorbraak op diens rechtervleugel te forceren.
De volgende paar uur stuurde Burnside divisie na divisie tegen Marye's Heights omhoog. Elke divisie werd neergemaaid door Longstreets verdedigers terwijl ze het open veld vóór Marye's Heights overstaken. Zeven divisies werden gestuurd, doorgaans één brigade tegelijk, wat betekende veertien individuele charges, die alle veertien mislukten, wat meer dan 9.000 slachtoffers kostte. Het aantal Zuidelijke slachtoffers op Marye's Heights wordt geschat op 1.500. Het vallen van de duisternis en de smeekbeden van Burnsides ondergeschikten maakten een einde aan de serie aanvallen. Vele duizenden Noordelijke soldaten brachten de koude decembernacht door op de velden die naar de Heights leidden, zonder zich te kunnen bewegen of de gewonden te kunnen helpen, wegens het Zuidelijke vuur.

## Na de slag
De dag erna, 14 december, bleven beide legers op hun plaats, terwijl Burnside overwoog om zijn oude IX Corps in een laatste aanval op Marye's Heights te leiden, maar hij besloot het niet te doen. Die middag vroeg Burnside aan Lee om een wapenstilstand om voor zijn gewonden te kunnen zorgen, waar Lee  mee instemde. De dag erna trokken de Noordelijke troepen terug, de rivier weer over, en Burnsides enige campagne aan het hoofd van dit leger kwam tot een einde. Burnside werd een maand later vervangen door Joseph Hooker.
Eerste Slag bij Bull Run · Tweede Slag bij Bull Run · Slag bij Antietam · Slag bij Fredericksburg · Slag bij Chancellorsville · Slag bij Gettysburg · Slag in de Wildernis · Slag bij Spotsylvania Court House · Slag bij Cold Harbor · Beleg van Petersburg